# 東方鬼形獣 〜 Wily Beast and Weakest Creature.
『東方鬼形獣 〜 Wily Beast and Weakest Creature.』（とうほうきけいじゅう ワイリー・ビースト・アンド・ウィーケスト・クリーチャー）とは、同人サークル上海アリス幻樂団制作の弾幕系シューティングゲームであり、東方Projectの第17弾にあたる作品である。2019年5月5日開催の第16回博麗神社春季例大祭にて体験版が発売され、製品版は2019年8月12日に発売された。サブタイトルの『Wily Beast and Weakest Creature』は直訳すると『ずる賢い獣と最弱の生物』という意味である。
また、東方project第12弾東方星蓮船 〜 Undefined Fantastic Object.から丁度10周年目の作品ということもあり、世界観や雰囲気、曲の雰囲気やシステム等、類似点が多く存在する。
本項では、以降は『鬼形獣』と称することとする。その他の本項で使用されている東方Project関連の略称については、東方Project#凡例を参照。

## システム
機体性能の異なる「博麗霊夢」「霧雨魔理沙」「魂魄妖夢」の3種類の自機から1つ選択する。敵や敵弾に当たるとミスとなり残機が1つ減った上でその場で復活する。全ての残機を失うとゲームオーバーとなるが、コンティニューすればその場で復活しゲームを続行可能。コンティニューしないで6面（最終面）のボスを倒すとエンディングになる。コンティニューせずにクリアすれば、全1面のExtraステージが追加される。

### 動物霊システム
本作独自の要素として「動物霊システム」があり、憑依させる動物霊によって性能が変化する。
- オオカミ霊 - 集中ショットが強化される。
- カワウソ霊 - スペルカードが強化され、初期スペルカードが1つ増える。
- オオワシ霊 - 拡散ショットが強化される。[3]

### ロアリングモード
敵を倒すと落とす「動物霊アイテム」を5つ集めることで発動。動物霊アイテムは「動物霊」と「アイテム魚霊」の2種類があり、この状態になると画面が暗くなり、以下の効果が出現する。
- 被弾するか、ボムを押すと「霊撃」が発動する(発動するとロアリングモードは終了)。
- ショットを敵に当てると、得点アイテムが放出される。
- 霊撃を使用しないで制限時間を超えるとエキストラ動物霊が出現する。
- アイテム魚霊を所持していた場合、モード終了時にアイテムを放出する。
- ショットを打たないと制限時間の減りがゆっくりになり、モード中に新たに動物霊アイテムを取得した場合は制限時間が伸びる。

さらに、オオカミ霊、カワウソ霊、オオワシ霊のいずれかの動物霊アイテムを3つ持った状態で動物霊のストックが5つになると「暴走ロアリングモード」が発動。通常のロアリングモードに加え、以下の効果が出現する。なお、同行する動物霊が集めた動物霊アイテムと同じ場合や、5つ同じ動物霊アイテムを取得した場合は、それぞれのモード時間が延長される。 
- オオカミ霊3つ以上 - 集中ショットがハイパー化する。
- カワウソ霊3つ以上 - 敵の弾を得点アイテムに変換させ、カワウソバリアが付く。
- オオワシ霊3つ以上 - 拡散ショットがハイパー化する。[4]

## あらすじ
博麗霊夢、霧雨魔理沙、魂魄妖夢の三人が「地獄の動物霊が、地上を力で支配しようと企んでいる」とたれ込んできた味方の動物霊達と組んで、未然に討伐に行く。

## 登場人物

### 新規の登場人物
ここでは、『鬼形獣』初出の登場人物を解説する。
戎 瓔花（えびす えいか）
賽の河原で石を積んでいる水子の霊のリーダー的存在。石積みコンテストを開催していたが、霊夢たちが積み石を崩してしまったため戦闘になる。
牛崎 潤美（うしざき うるみ）
三途の河で漁業を営む牛鬼。昔は人間を襲っていたが、幻想郷で妖怪が人を襲うことが禁じられてからは三途の河の漁業で生計を立てている。三途の河の渡し船から落ちてしまった人間霊をあの世に送り届けるなど、今は人間を襲う素振りも見せない程友好的な妖怪。
庭渡 久侘歌（にわたり くたか）
家畜化される前の鶏の神であるニワタリ神。異界の関所の番人をしている。
閻魔の四季映姫・ヤマザナドゥから地獄に行きたいという人間を通しても良いと言われていたが、本当に大丈夫か腕前を確かめようとする。
吉弔 八千慧（きっちょう やちえ）
畜生界の覇権を争う巨大組織の1つ、鬼傑組の組長を務める吉弔。
袿姫が生み出した偶像たちが畜生界を支配し始めたのに対抗するため、地上の人間を送り込んで偶像たちを倒す作戦を考え出し、動物霊たちに地上に攻め入らせるふりをして（うまくいけば幻想郷を支配するつもりで）使えそうな人間を探し出す。
杖刀偶 磨弓（じょうとうぐう まゆみ）
埴安神袿姫により造られた埴輪（偶像）。埴輪兵団の長で、精神を持っていないため、相手の精神に影響を及ぼすものである動物霊の攻撃は一切効かない。
埴安神 袿姫（はにやすしん けいき）
霊長園を支配する造形神（イドラデウス）。畜生界で全ての巨大組織に奴隷として虐げられていた人間霊の思いによって畜生界に召喚された。保護という名目で人間霊を霊長園に集めて実質的支配体制をとっている。
驪駒 早鬼（くろこま さき）
畜生界の覇権を争う巨大組織の1つ、勁牙組の組長を勤める黒いペガサスの妖怪。
袿姫が倒されたと聞き、勁牙組が畜生界を支配するのは時間の問題だと考え、それより先に人間界を支配するため再び動物霊たちに地上に攻め入らせる。

### 既存の登場人物
ここでは、『鬼形獣』が初出ではない登場人物を解説する。
博麗霊夢
博麗神社の巫女。動物霊の言うことをすべては信じていない。
霧雨魔理沙
魔法使い。動物霊を憑依させて強力になることを魅力に感じて動物霊の誘いを受ける。
魂魄妖夢
白玉楼の庭師。動物霊を送り込んできた者と目的を探るため調査に向かう。
一部のエンディングには西行寺幽々子、四季映姫・ヤマザナドゥ、茨木華扇が登場する。

## ステージ
| ステージ    | タイトル         | 場所                     | 中ボス     | ボス       |
| ----------- | ---------------- | ------------------------ | ---------- | ---------- |
| STAGE 1     | 千万無量の無念   | 賽の河原                 | 戎瓔花     | 戎瓔花     |
| STAGE 2     | 御影石の赤子     | 三途の河                 | 牛崎潤美   | 牛崎潤美   |
| STAGE 3     | 鬼渡の関所       | 彼岸                     | 庭渡久侘歌 | 庭渡久侘歌 |
| STAGE 4     | 万苦の業風       | 地獄(詳細位置の特定不能) | 吉弔八千慧 | 吉弔八千慧 |
| STAGE 5     | 畜生メトロポリス | 畜生界                   | 杖刀偶磨弓 | 杖刀偶磨弓 |
| STAGE 6     | イドラデウス     | 霊長園 墳墓内部          | 杖刀偶磨弓 | 埴安神袿姫 |
| EXTRA STAGE | 血戯えの業風     | 地獄(畜生界隣接暴風区域) | 庭渡久侘歌 | 驪駒早鬼   |

## 曲目リスト
1. 物言わぬ獣の霊 - タイトル画面
2. 地蔵だけが知る哀嘆 - 1面のテーマ
3. ジェリーストーン - 1面ボス 戎瓔花のテーマ
4. ロストリバー - 2面のテーマ
5. 石の赤子と水中の牛 - 2面ボス 牛崎潤美のテーマ
6. 不朽の曼珠沙華 - 3面のテーマ
7. セラフィックチキン - 3面ボス 庭渡久侘歌のテーマ
8. アンロケイテッドヘル - 4面のテーマ
9. トータスドラゴン　～ 幸運と不運 - 4面ボス 吉弔八千慧のテーマ
10. ビーストメトロポリス - 5面のテーマ
11. セラミックスの杖刀人 - 5面ボス 杖刀偶磨弓のテーマ
12. エレクトリックヘリテージ - 6面のテーマ
13. 偶像に世界を委ねて　～ Idoratrize World - 6面ボス 埴安神袿姫のテーマ
14. 輝かしき弱肉強食の掟 - Extraステージのテーマ
15. 聖徳太子のペガサス　～ Dark Pegasus - Extraステージボス 驪駒早鬼のテーマ
16. 畜生達の休息 - エンディング
17. 地下からの帰還 - スタッフロール